# Campeonato Africano de Voleibol Masculino Sub-23
O Campeonato Africano de Voleibol Masculino Sub-23 é um torneio organizado pela CAVB para jogadores abaixo dos 23 anos. Sua primeira edição ocorreu em 2014 em Sharm el-Sheikh, Egito e teve como campeã a seleção da Tunísia.

## História
Devido à criação do Campeonato Mundial de Voleibol Masculino Sub-23 a Confederação Africana de Voleibol se viu na necessidade de reunir as melhores seleções do continente para definir seus representantes na competição mundial da categoria1 . A primeira edição do Campeonato Africano Sub-23 ocorreu entre 7 e 12 de Novembro de 2014 em Sharm el-Sheikh, Egito. Teve como campeã a seleção tunisiana, que obteve o maior número de vitórias seguida do Egito e da Argélia; os dois primeiros classificaram-se para o Campeonato Mundial de Voleibol Masculino Sub-23 de 2015.

## Quadro Geral
| Ordem | País    | Medalha de ouro | Medalha de prata | Medalha de bronze | Total |
| ----- | ------- | --------------- | ---------------- | ----------------- | ----- |
| 1     | Tunísia | 1               | 0                | 0                 | 1     |
| 2     | Egito   | 0               | 1                | 0                 | 1     |
| 3     | Argélia | 0               | 0                | 1                 | 1     |

## MVP por edição
- 2014 -  Elyes Garfi